# Бодяк (кникус)
1. перенаправление Кникус